# Mirella Avalle
Mirella Avalle (Cremona, 27 maggio 1922 – Villanuova sul Clisi, 5 settembre 2012) è stata una velocista italiana.

## Biografia
Nata nel 1922 a Cremona, nel 1946 e 1947 è stata campionessa italiana nei 100 m con i tempi rispettivamente di 12"6 e 12"5.
A 26 anni ha partecipato ai Giochi olimpici di Londra 1948, nella staffetta 4 × 100 m con Anna Maria Cantù, Marcella Jeandeau e Liliana Tagliaferri, non arrivando al traguardo in batteria.
Morì nel 2012, a 90 anni.

## Palmarès
| Anno | Manifestazione  | Sede   | Evento              | Risultato | Prestazione | Note |
| ---- | --------------- | ------ | ------------------- | --------- | ----------- | ---- |
| 1948 | Giochi olimpici | Londra | Staffetta 4 × 100 m | Batteria  | dnf         |      |

## Campionati nazionali
- 2 volte campionessa nazionale nei 100 m piani (1946, 1947)

1945
- Argento ai campionati italiani assoluti, 100 m piani - 13"3

1946
- Oro ai Campionati nazionali italiani, 100 m piani - 12"6

1947
- Oro ai Campionati nazionali italiani, 100 m piani - 12"5